# Portanus cephalatus
Portanus cephalatus är en insektsart som beskrevs av Delong 1980. Portanus cephalatus ingår i släktet Portanus och familjen dvärgstritar. Inga underarter finns listade i Catalogue of Life.